# Anaxyrus microscaphus
Espèce
Synonymes
- Bufo microscaphus Cope, 1867 "1866"

Statut de conservation UICN

 LC  : Préoccupation mineure
Anaxyrus microscaphus est une espèce d'amphibiens de la famille des Bufonidae.

## Répartition
Cette espèce est endémique de l'Ouest des États-Unis. Elle se rencontre entre 365 et 1 770 m d'altitude le long de la rivière Virgin et de ses affluents dans le sud-ouest de l'Utah, dans le bas du bassin de la rivière Muddy dans le Sud du Nevada. Elle est aussi présente dans des lieux fragmentés en Arizona, dans l'Ouest du Nouveau-Mexique et dans le sud de la Californie.

## Description
Les mâles mesurent jusqu'à 75 mm et les femelles jusqu'à 80 mm.

## Taxinomie
Anaxyrus californicus et Anaxyrus mexicanus étaient auparavant considérées comme synonymes de cette espèce.

## Publication originale
- Cope, 1867 "1866" : On the Reptilia and Batrachia of the Sonoran Province of the Nearctic region. Proceedings of the Academy of Natural Sciences of Philadelphia, vol. 18, p. 300-314 (texte intégral).